# 副正體龍屬
副正體龍屬（學名：Paratypothorax）是堅蜥目的一屬，是在1985年根據鱗甲化石而敘述、命名，曾經被歸類於箭齒龍的一種。化石發現於德國的Stubensandstein地層下層、以及美國的Dockum組、欽爾組（Chinle Formation），地質年代為諾利階與雷蒂亞階。在格陵蘭Flemming Fjord地層發現的化石，也被編入於副正體龍，地質年代為諾利階。
副正體龍的背部中央有帶狀的寬鱗甲，表面有溝痕、凹處。副正體龍的身體兩側鱗甲呈角狀，往後側向延伸，類似正體龍亞科的正體龍。每塊鱗甲的後方有明顯的突出部，與後方鱗甲重疊。

## 外部連結
- 副正體龍 - Palaeos
- 副正體龍 （页面存档备份，存于） - Paleobiology Database